# Erythrogonia servilis
Erythrogonia servilis är en insektsart som beskrevs av Melichar 1926. Erythrogonia servilis ingår i släktet Erythrogonia och familjen dvärgstritar. Inga underarter finns listade i Catalogue of Life.